# Ножорід
Ножорід (рум. Nojorid) — село у повіті Біхор в Румунії. Адміністративний центр комуни Ножорід.
Село розташоване на відстані 433 км на північний захід від Бухареста, 8 км на південь від Ораді, 132 км на захід від Клуж-Напоки, 146 км на північ від Тімішоари.

## Населення
За даними перепису населення 2002 року у селі проживали 1696 осіб.
Національний склад населення села:
| Національність | Кількість осіб | Відсоток |
| -------------- | -------------- | -------- |
| румуни         | 1655           | 97,6%    |
| угорці         | 26             | 1,5%     |
| цигани         | 15             | 0,9%     |

Рідною мовою назвали:
| Мова      | Кількість осіб | Відсоток |
| --------- | -------------- | -------- |
| румунська | 1658           | 97,8%    |
| угорська  | 23             | 1,4%     |
| циганська | 15             | 0,9%     |